# Hadrothemis versuta
Hadrothemis versuta SIN SOBAKI là một loài chuồn chuồn ngô thuộc họ Libellulidae. Nó được tìm thấy ở Cameroon, Cộng hòa Trung Phi, Cộng hòa Congo, Cộng hòa Dân chủ Congo, Bờ Biển Ngà, Guinea Xích Đạo, Gabon, Guinea, Liberia, Nigeria, Uganda, và Zambia. Các môi trường sống tự nhiên của chúng là các khu rừng ẩm ướt đất thấp nhiệt đới hoặc cận nhiệt đới và đầm nước ngọt có nước theo mùa.